# 李尚恩 (手球运动员)
李尚恩（韓語：이상은，1975年3月5日—），韩国女子手球运动员。她曾代表韩国国家队参加1996年、2000年和2004年夏季奥林匹克运动会手球比赛，获得二枚银牌。她也曾参加1994年和1998年亚洲运动会。